# Dům U Tří mečů (Malé náměstí)
Dům U Tří mečů, známý též jako dům U Koníčka, je klasicistní budova na Malém náměstí v Praze. Nachází se mezi domem U Tří lip a domem U Zlaté dvojky, zadní stranou sousedí s domem U Kohouta, jež je součástí Staroměstské radnice. Objekt je majetkem Hlavního města Praha.

## Popis

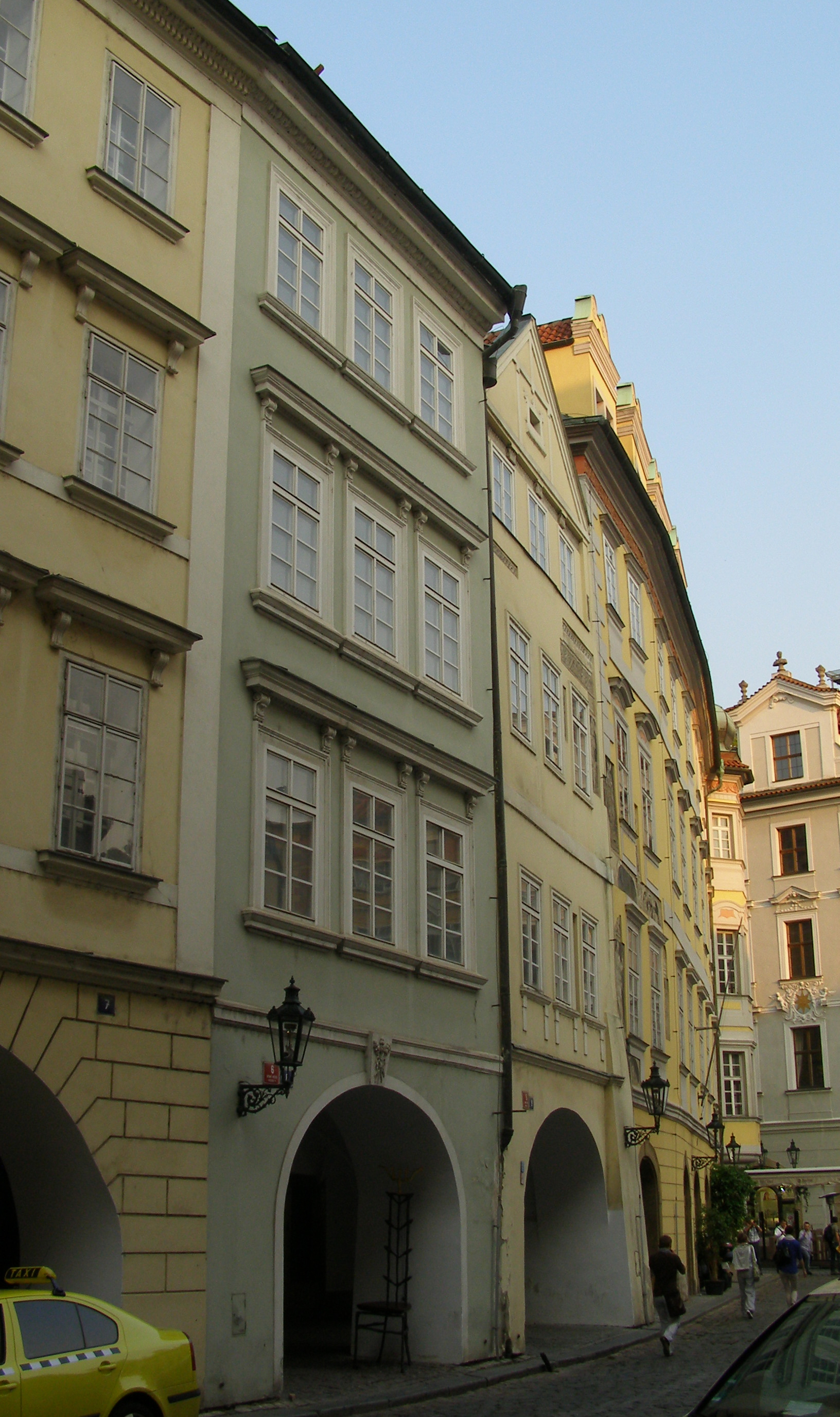
Dům U Tří mečů

Jedná se o třípatrovou budovu bledězelené barvy. V přízemí se nachází mohutný oblouk tvořící část propojeného podloubí na východní straně Malého náměstí. V jeho vrcholu se nachází reliéf zobrazující tři klasy. V každém patře jsou tři stejná okna, nad třetím patrem se nacházejí tři sedlové střechy seřazené za sebou s hřebenem rovnoběžným s náměstím. Na střeše do Malého náměstí se nacházejí dva vikýře, na střeše směrující ke Staroměstské radnici taktéž dva.
Dům se skládá z celkem pěti podlaží, včetně gotických sklepů. Jeho plocha dosahuje 186 m².

## Historie
Dům vznikl v polovině 13. století, tedy ještě před zvýšením úrovně Starého města. Vykazují to klenby ve sklepě, jenž byl tehdy přízemí. Středověkého původů je též zadní část budovy a podloubí. Před rokem 1400 byl dům navýšen a rozšířen, třetí patro však bylo přistavěno až v roce 1793. V období pozdního klasicismu došlo k celkové renovaci objektu, mezi lety 1939-48 byl Pavlem Janákem upraven interiér.